# Drzewo technologiczne
Drzewo technologiczne lub drzewo rozwoju technologicznego (ang. technology tree, tech tree, research tree) – hierarchiczna wizualizacja sekwencji możliwych ulepszeń, które gracz może zdobyć w grze komputerowej lub planszowej. 
Drzewo technologiczne jest przedstawione w formie diagramu, który składa się z poziomów (warstw) technologii i gałęzi. Gracz zazwyczaj na początku gry ma do wyboru tylko kilka technologii, które może zbadać. Po opanowaniu danej technologii gracz uzyskuje dostęp do kolejnych technologii, które były połączone ze zbadaną technologią poprzez gałąź – wyjątkiem jest sytuacja, w której technologia stanowi liść drzewa technologicznego, czyli jest technologią ostateczną w danej gałęzi. Zbadanie technologii zapewnia możliwość np. tworzenia nowych jednostek, budynków lub dostęp do zablokowanych wcześniej zdolności.
W większości gier największe korzyści dla gracza zapewniają technologie z ostatnich poziomów drzewa technologicznego. Ponadto w niektórych produkcjach wybór jednej technologii blokuje możliwość wyboru innych.
Koncepcja drzewa technologicznego pojawiła się po raz pierwszy w grze planszowej Civilization, która została stworzona przez brytyjskiego projektanta Francisa Treshama w 1980 roku. W 1991 roku mechanizm ten został zaimplementowany w grze komputerowe Sid Meier’s Civilization. Drzewa rozwoju technologicznego miały prawdopodobnie wpływ na rozwój drzew umiejętności (drzew talentów, ang. skills tree, talent tree) w innych gatunkach gier m.in. w komputerowych grach fabularnych, w grach MMORPG, MOBA, czy nawet w pierwszoosobowych strzelaninach.